# Jour de noces (film, 1942)
Pour les articles homonymes, voir Jour de noces.
Pour plus de détails, voir Fiche technique et Distribution.
Jour de noces (titre original : Giorno di nozze) est un film italien de téléphones blancs réalisé par Raffaello Matarazzo et sorti en 1942.

## Synopsis
Un vieux couple romain de condition modeste a inscrit sa fille, Mariella, dans un collège huppé à l'écart de la grande ville, où elle grandit, ignorant la pauvreté de ses parents. À l'occasion d'une visite au collège, ceux-ci apprennent qu'elle est convoitée par le fils d'un riche financier. Cherchant à dissimuler la réalité, les parents de Mariella transforment leur appartement, mais contractent des dettes insurmontables. Le jour des noces, les créanciers occupent les lieux et sont faussement présentés comme des amis ou des proches parents de la mariée…

## Fiche technique
- Titre du film : Giorno di nozze
- Réalisation et scénario : Raffaello Matarazzo, Aldo De Benedetti d'après la pièce Fine mese de Paola Riccora
- Photographie : Arturo Gallea, Mario Albertelli - Noir et blanc
- Musique : Nino Rota
- Montage : Mario Serandrei
- Décors : Gastone Medin
- Production : Lux Film
- Pays de production :  Royaume d'Italie
- Genre : Comédie
- Durée : 90 minutes
- Date de sortie : 28 septembre 1942

## Distribution
- Armando Falconi : Bonotti
- Antonio Gandusio : le financier Birolli
- Roberto Villa : son fils
- Anna Proclemer (créditée : Anna Vivaldi) : Mariella Bonotti
- Amelia Chellini : Mme Bonotti
- Carlo Campanini : le propriétaire de l'appartement

## Commentaire
- Célèbre, grâce à ses mélodrames réalisés au cours des années 1950, toujours interprétés par le couple Amedeo Nazzari-Yvonne Sanson, Raffaello Matarazzo brilla également dans des comédies durant la période du cinéma des téléphones blancs. Giorno di nozze est « la satire d'un univers assez vaste qui va de la minuscule à la très haute bourgeoisie. »[1] Elle est axée sur le thème de l'argent. Tous les personnages du film agissent comme si la pauvreté serait une « tare originelle »[1] engendrant des situations psychologiquement catastrophiques et qu'il faudrait, à tout prix, dissimuler. La vision de Matarazzo, aussi caustique qu'elle puisse paraître, se développe néanmoins « dans une atmosphère de compréhension et de tendresse humaine et laisse à d'autres le soin d'être ouvertement féroces »[1]. Jacques Lourcelles compare l'art de Matarazzo à celui d'Eugène Labiche.